# Андрієвицька сільська рада
Андрієвицька сільська рада — колишня адміністративно-територіальна одиниця та орган місцевого самоврядування у Городницькому та Ємільчинському районах Коростенської, Волинської округ, Київської, Житомирської областей УРСР та України з адміністративним центром у с. Андрієвичі.

## Населені пункти
Сільській раді були підпорядковані населені пункти:
- с. Андрієвичі

## Населення
Кількість населення ради, станом на 1923 рік, становила 2 522 осіб, кількість дворів — 383.
Кількість населення сільської ради, станом на 1924 рік, становила 1 912 осіб.
Відповідно до результатів перепису населення 1989 року, кількість населення ради, станом на 12 січня 1989 року, становила 976 осіб.
Станом на 5 грудня 2001 року, відповідно до перепису населення України, кількість мешканців сільської ради становила 793 особи.

## Склад ради
Рада складалась з 12 депутатів та голови.

## Керівний склад сільської ради
| ПІБ                              | Основні відомості                                                                  | Дата обрання | Дата звільнення |
| -------------------------------- | ---------------------------------------------------------------------------------- | ------------ | --------------- |
| Карпенко Олександр Володимирович | Сільський голова, 1972 року народження, освіта, член Соціалістичної партії України | 26.03.2006   | 31.10.2010      |
| Карпенко Олександр Володимирович | Сільський голова, 1972 року народження, освіта вища, безпартійний                  | 31.10.2010   |                 |

Примітка: таблиця складена за даними джерела

## Історія
Раду було утворено в 1923 році у складі сіл Андрієвичі та Непізнаничі Сербівської волості Новоград-Волинського повіту. 10 березня 1926 року до складу ради було включено с. Мар'янівку Старо-Гутської сільської ради Ємільчинського району. Від 1941 року с. Непізнаничі стало адміністративним центром Непізнаницької сільської ради, територія котрої у складі сіл Непізнаничі та Старі Непізнаничі була включена до складу ради 11 серпня 1954 року.
Станом на 1 вересня 1946 року сільська рада входила до складу Ємільчинського району Житомирської області, на обліку в раді перебувало с. Андрієвичі.
29 червня 1960 року до складу ради увійшло с. Вірівка розформованої Нараївської сільської ради Ємільчинського району. Станом на 16 вересня 1960 року с. Мар'янівка перебувала на обліку в складі Сербо-Слобідської сільської ради. 12 серпня 1974 року села Вірівка, Непізнаничі та Старі Непізнаничі були передані до складу Великояблунецької сільської ради Ємільчинського району.
Станом на 1 січня 1972 року сільська рада входила до складу Ємільчинського району Житомирської області, до складу ради входили села Андрієвичі, Вірівка, Непізнаничі та Старі Непізнаничі.
Припинила існування 14 листопада 2017 року в зв'язку з об'єднанням до складу Ємільчинської селищної територіальної громади.
Входила до складу Городницького (7.03.1923 р.) та Ємільчинського (від липня 1925 р.) районів.